# Habeebeee
Habeebeee ist das Debüt-Mixtape des deutschen Rappers Nimo. Es erschien am 26. Februar 2016 über das Frankfurter Independent-Label 385idéal und wird über Groove Attack vertrieben.

## Hintergrund
Im Juli 2015 unterschrieb Nimo beim Label 385idéal aus Frankfurt am Main. Die Labelgründer sind das Rap-Duo Celo & Abdi, welche jeweils mit einem Gastbeitrag auf dem Mixtape vertreten sind. Am 21. Oktober 2015 erschien mit Bitter die erste Single des Mixtapes als Musikvideo auf YouTube. Am 14. Januar 2016 folgte die zweite Videoauskopplung Idéal, am 28. Januar wurde mit Flouz kommt Flouz geht die dritte Videosingle veröffentlicht. Nachdem im Laufe des Februars zwei weitere Videos zu Camp Nou und Lass mich wissen veröffentlicht wurden, erschien das Mixtape schließlich am 26. Februar 2016. Der Titel Habeebeee ist an das arabische Wort Habibi angelehnt.
Neben Celo & Abdi sind unter anderem auch die Rapper Olexesh, Hanybal, Capo und Soufian auf dem Mixtape mit Gastbeiträgen vertreten. An der Produktion waren Sott, m3, Jimmy Torrio, Anno Domini, X-plosive, Lucry, Veteran, The Beat Plug und PzY beteiligt.
Die „Jaaaaa Maaaann Habeebeee Tour“ fand vom 30. September bis zum 15. Oktober 2016 statt. Nimo wurde auf seiner ersten Tour vom Rapper Hanybal begleitet.

## Titelliste
| #  | Titel                                  | Produktion         | Dauer |
| -- | -------------------------------------- | ------------------ | ----- |
| 1  | Welcome in My Dunya                    | Sott               | 2:05  |
| 2  | Ich mach es wie                        | Sott               | 4:00  |
| 3  | Komm ran                               | m3                 | 3:31  |
| 4  | Lass mich wissen (feat. Olexesh)       | Jimmy Torrio       | 3:10  |
| 5  | Idéal                                  | Sott               | 4:10  |
| 6  | Nie wieder (feat. Abdi)                | Jimmy Torrio       | 4:40  |
| 7  | Flouz kommt Flouz geht                 | Jimmy Torrio       | 3:11  |
| 8  | Wo du bist                             | Jimmy Torrio, Sott | 4:01  |
| 9  | Who the fuck is this ?!                | Anno Domini Beats  | 3:51  |
| 10 | Camp Nou (feat. Celo)                  | PzY & m3           | 2:44  |
| 11 | Im Park                                | Sott               | 4:30  |
| 12 | Vollautomatik (feat. Hanybal)          | X-plosive          | 2:29  |
| 13 | Bitter                                 | Jimmy Torrio       | 2:53  |
| 14 | Irgendwie normal                       | Lucry              | 2:56  |
| 15 | Dunya                                  | Veteran            | 2:10  |
| 16 | Dolla Dolla (feat. Capo)               | TheBeatPlug        | 3:54  |
| 17 | Black Domina Day                       | Lucry              | 2:33  |
| 18 | Weil ein Adler nicht mit Tauben fliegt | PzY                | 3:00  |
| 19 | Leck Sibbi                             | Lucry              | 3:33  |
| 20 | Fake (feat. Brate)                     | Sott               | 4:05  |
| 21 | Lass Knospen regnen (feat. Soufian)    | Sott               | 4:03  |
| 22 | Alupacks ernähren mich (feat. O.G.)    | Veteran, Sott      | 3:17  |
| 23 | Türen schliessen sich                  | PzY, Sott          | 2:12  |

## Rezeption
Das Mixtape erhielt gemischte bis positive Kritiken. Thomas Haas vom Online-Musikmagazin Laut.de vergab drei von fünf Sternen und urteilte tendenziell positiv: Nimo präsentiere sich mit seinen Debüt-Mixtape „bemerkenswert selbstreflektiert“. Das Soundbild sei zwar „alles andere als kohärent, dennoch brennen sich die Ausreißer nach oben ohne Umwege ins Gedächtnis.“ Er resümierte: „Die Ansätze stimmen.“
Das Hip-Hop-Magazin Backspin vergab 9 von 10 Punkten und urteilte überwiegend positiv: Nimo schaffe es, „flowtechnisch alles zu zerreißen“ und dabei „genauso selbstverständlich mit seiner Stimme wie mit seiner Aussprache“ zu spielen. Dennoch sei das Mixtape mit 23 Titeln „etwas zu lang bemessen“. Auch Florian Peking von MZEE äußerte sich positiv Mixtape und bezeichnete Habeebeee als die „hungrigste Straßenrap-Platte des noch jungen Jahres“ 2016. Nimo klinge „frisch und unverbraucht und hebt sich so deutlich von der Gleichförmigkeit vieler seiner Genre-Konsorten ab“, auch wenn „auf dem mit 23 Tracks vollbeladenen Mixtape nicht durchgehend das Niveau gehalten werden kann“.
Laut Patrick Lublow vom Hip-Hop-Magazin Juice präsentiere sich Nimo als ein „exzellenter Rapper, der nie aus der Puste kommt und seine Stärken auf den entsprechenden Songs gekonnt in Szene setzt“. Jedoch bringe Nimo auf seinem Debüt-Mixtape „deutlich mehr Songs, Themen und Stile“ unter als nötig. So sei es von Track zu Track schwerer, „sich ein klares Bild von Nimo zu machen“, da die „zahlreichen guten Ideen“ in der Masse an Titeln untergehen. Louis Richter von Rap.de teilte diese Einschätzung und schrieb, die einzelnen Lieder seien zwar abwechslungsreich, aber die Gesamtspielzeit sei „ein bisschen viel“. Daher sei das Mixtape „keine runde Platte, die einem roten Faden folgt“, sondern eher „ein Portfolio von Nimos Skills“.

## Chartplatzierungen
Habeebeee stieg am 4. März 2016 auf Position 10 in die deutschen Albumcharts ein und konnte sich insgesamt acht Wochen in den Top 100 halten. Zudem belegte das Album in derselben Woche den zweiten Platz in den deutschen Hip-Hop-Charts, wo es sich lediglich dem Spitzenreiter This Unruly Mess I’ve Made von Macklemore & Ryan Lewis geschlagen geben musste. In Österreich schaffte es das Album auf Platz 12 und in der Schweiz auf Platz 5 der Charts.
| ChartsChartplatzierungen | Höchstplatzierung | Wochen |
| ------------------------ | ----------------- | ------ |
| Deutschland (GfK)        | 10 (8 Wo.)        | 8      |
| Österreich (Ö3)          | 12 (3 Wo.)        | 3      |
| Schweiz (IFPI)           | 5 (4 Wo.)         | 4      |